# شهرستان کاپ گیرارداو (میزوری)
شهرستان کاپ گیرارداو، میزوری (به انگلیسی: Cape Girardeau County, Missouri) یک سکونتگاه مسکونی در ایالات متحده آمریکا است که در میزوری واقع شده‌است.